# Nicola Coughlan
Pour les articles homonymes, voir Coughlan.
Nicola Coughlan, née le 9 janvier 1987, est une actrice irlandaise. Elle est connue pour ses rôles de Clare Devlin dans la sitcom de Channel 4 Derry Girls et celui de Penelope Featherington dans le drame de Netflix La Chronique des Bridgerton.

## Biographie
Nicola Coughlan naît le 9 janvier 1987 à Galway, en Irlande, et grandit à Oranmore. Elle est la plus jeune fille d'un père officier de l'armée et d'une mère au foyer. À l'âge de cinq ans, en regardant sa sœur aînée jouer dans une pièce de théâtre à l'école, elle décide de devenir actrice.
Elle fréquente Scoil Mhuire pour l'école primaire et le Calasanctius College pour l'école secondaire,. Elle obtient un diplôme en anglais et en civilisation classique de l'Université nationale d'Irlande à Galway,.
Après l'université, elle s'inscrit à un cours de théâtre de six mois à l'Oxford School of Drama (en). Elle a été refusée pour le cours de plusieurs années. Elle a ensuite suivi sa meilleure amie, l'actrice Camilla Whitehill, à la Birmingham School of Acting (en), où elle a suivi un cours d'un an. Là aussi, elle est refusée pour le cours pluriannuel.

## Carrière

### Les débuts difficiles
À l'âge de dix ans, en 1997, Nicola Coughlan joue un rôle non crédité dans le thriller d'action My Brother's War. En 2004, elle commence sa carrière avec un rôle dans le court métrage de Tom Collins, The Phantom Cnut, une comédie de vengeance,. Au cours des années suivantes, elle réalise divers doublages dans des séries animées.
Elle déménage à Londres par choix professionnel. L'actrice va cependant occuper une série d'emplois dans le commerce de détail ou encore chez un opticien tout en essayant de trouver un emploi en tant qu'actrice adulte. Petite, effrontée, enfantine, elle ne parvient pas à susciter l'intérêt d'un manager ou d'un agent.
En raison de difficultés financières, Coughlan doit retourner plusieurs fois en Irlande. Elle souffre alors de dépression et sa famille l'aide tout au long du processus de guérison,.
Elle répond à un appel de casting ouvert pour Jess et Joe Forever à The Old Vic à Londres et remporte le rôle principal de Jess. La première représentation a lieu en septembre 2016 avant une tournée nationale,.

### Percée internationale
Après des années de difficultés, l'actrice auditionne, puis plus tard obtient en 2018, le rôle de Clare Devlin, l'un des personnages principaux de la série Derry Girls, une sitcom qui se déroule à Derry, en Irlande du Nord, dans les années 1990,. La série est diffusée en janvier et février 2018 sur Channel 4. Mais c'est après sa réédition sur la plate-forme de streaming Netflix en décembre de la même année que l'émission gagne une audience internationale et une popularité instantanée.
La même année, elle joue également Hannah Dalton dans Harlots. La série télévisée dramatique d'époque se déroule dans le Londres du XVIIIe siècle. L'année 2018 marque ses débuts à West End dans la production de The Donmar Warehouse de The Prime of Miss Jean Brodie . Evening Standard la nomme comme « l'une des étoiles montantes de 2018 ». La même année, elle affronte certaines de ses co-stars des Derry Girls dans un épisode de l'émission The Great British Bake Off .
En 2019, il est annoncé que Coughlan avait été choisie pour jouer dans la série Netflix La Chronique des Bridgerton, qui sort finalement en décembre 2020. Dans cette série dramatique d'époque, basée sur la série de livres à succès du même nom de Julia Quinn, Coughlan interprète Penelope Featherington. La jeune fille est une débutante réticente et l'avant dernière fille d'une famille de nouveaux riches de Londres à l'époque de la Régence,.
Le 21 mars 2022, il est annoncé que l'actrice interprétera le rôle de Humble Joan dans la comédie historique Seize Them!, réalisé par Curtis Vowell, aux côtés notamment de Aimee Lou Wood, Lolly Adefope (en) et Nick Frost.

## Activisme
En 2018, alors que Nicola Coughlan apparait sur scène dans The Prime of Miss Jean Brodie au Donmar Warehouse de Londres, elle écrit un article pour The Guardian critiquant la tendance des critiques de théâtre à critiquer le corps des actrices,,. L'année suivante, elle fait de nouveau la une des journaux pour avoir réfuté le commentaire du Daily Mirror sur son look aux British Academy Television Awards 2019 : « Pas le plus flatteur ». Elle tweete « I mean incorrect @DailyMirror I look smokin’, sorry bout it ». En juillet 2020, elle vend aux enchères cette robe Alex Perry et les 5 000 € collectés sont versés à LauraLynn Hospice, un hospice irlandais pour enfants qui fournit des services de soins palliatifs et de soutien spécialisé,.
En février 2019, 28 femmes avec leurs valises conduites par Nicola Coughlan traversent le pont de Westminster à Londres pour exiger la dépénalisation de l'avortement en Irlande du Nord. Elles représentent le nombre estimé de femmes qui, par semaine, doivent se rendre en Angleterre pour avoir recours à l'avortement,. Le 26 juin 2020, Coughlan et ses co-stars de Derry Girls réalisent un sketch humoristique avec Saoirse Ronan pour la collecte de fonds spéciale de RTÉ Does Comic Relief. Les recettes de la nuit sont récoltées au profit des personnes touchées par la pandémie de COVID-19.

## Vie privée
Depuis août 2024, elle est en couple avec Jake Dunn. Leur relation a cependant été officialisée publiquement en octobre de la même année.

## Théâtre
- 2013 : Chapel Street, mise en scène de Bryony Shanahan, Scrawl Theatre Company, Londres : Kirsty[26]
- 2014 : Duck, mise en scène de Stella Feehily, Out of Joint Theatre Company (en), Londres : Sophie[27]
- 2015-2017 : Jess and Joe Forever, mise en scène de Derek Bond (theatre director) (en), Théâtre Old Vic / Orange Tree Theatre (en) / Traverse Theatre, Londres / Édimbourg : Jess[28]
- 2018 : Les Belles Années de miss Brodie (The Prime of Miss Jean Brodie), mise en scène de Polly Findlay (en), Donmar Warehouse, Londres : Joyce Emily[29]

## Filmographie

### Cinéma

#### Longs métrages
- 1997 : Les frères d'armes (My Brother’s War) de James Brolin : Une petite fille qui nourrit des cygnes (non crédité)
- 2013 : I Will Rock You de John Hardwick : Une fille dans le club
- 2023 : Barbie de Greta Gerwig : Barbie diplomate
- 2024 : Seize Them! de Curtis Vowell : Humble Joan[19]
- 2025 : Love And War de Lisa Mulcahy : Sarah O'Meara

#### Court métrage
- 2004 : The Phantom Cnut de Tom Collins : Katie

### Télévision

#### Séries télévisées
- 2012 : Doctors de Chris Murray : Marie Callaghan (saison 13, épisode 212)
- 2018 : Les Filles de joie (Harlots) d'Alison Newman (en) et Moira Buffini : Hannah Dalton (rôle récurrent - 7 épisodes)
- 2018-2022 : Derry Girls de Lisa McGee : Clare Devlin (rôle principal)
- depuis 2020 : La Chronique des Bridgerton (Bridgerton) de Chris Van Dusen (en) : Penelope Featherington (rôle principal)
- depuis 2024 : Big Mood de Camila Whitehill : Maggie
- 2024 : Doctor Who de Donald Wilson : Joy

#### Émissions
- 2020 : The Great British Bake Off : participante (saison 10, épisode 12)
- 2021 : Taskmaster : participante (épisode spécial du Nouvel An 2021)

## Doublage

### Films d'animations
- 2008 : Summer of the Flying Saucer (en) de Martin Duffy : Janis (voix anglaise)
- 2011 : Thor et les Légendes du Valhalla (Hetjur Valhallar - Þór) d'Óskar Jónasson, Toby Genkel et Gunnar Karlsson : Edda (voix anglaise)
- 2012 : Gummi T (da) de Michael Hegner : Lottie (voix anglaise)

### Séries d'animations
- 2004-2005 : The Fairytaler (en) : Plusieurs personnages (voix anglaise - 7 épisodes)
- 2010 : Simsala Grimm II: The Adventures of Yoyo and Doc Croc de Claus Clausen, Stefan Beiten et André Sikojev : Plusieurs personnages (voix anglaise - 26 épisodes)